# Leo Kofler
Leo Kofler (* 26. April 1907 in Chocimierz bei Stanisławów, Ost-Galizien, Österreich-Ungarn, heute: Ukraine; † 29. Juli 1995 in Köln) – auch unter den Pseudonymen Stanislaw Warynski oder Jules Dévérité bekannt – war ein österreichisch-deutscher undogmatischer marxistischer Theoretiker, Philosoph und Soziologe jüdischer Herkunft.

## Leben und Werk

### Leben
Kofler wurde als älteres von zwei Kindern einer jüdischen Grundbesitzerfamilie in Chocimierz geboren. Über seine Kindheit in Ostgalizien ist laut Christoph Jünke wenig bekannt. Kofler selbst sah sich zeitlebens weniger als Kind des osteuropäischen Judentums, denn als ein Kind jenes sozialdemokratischen Roten Wiens, in dem er nach dem Ersten Weltkrieg als Jugendlicher heranwuchs. Die Mutter war mit den Kindern  bald nach Kriegsausbruch vor den einrückenden zaristischen Truppen über Budapest nach Wien geflohen. Der Vater war als Soldat an der Front.
In Wien besuchte Kofler die Handelsakademie. Seit 1926 war er Mitglied der Sozialistischen Partei Österreichs. Von 1930 bis 1934 wurde er in der Wiener Sozialdemokratischen Bildungszentrale beschäftigt. Nebenher besuchte er die Vorlesungen von Max Adler, die sein Denken nachhaltig prägten. Nach dem Anschluss Österreichs durch das Deutsche Reich im März 1938 flüchtete Kofler in die Schweiz und überlebte in Emigranten- und Arbeitslagern. Dort war er in der Bewegung „Freies Österreich“ und der Bewegung Freies Deutschland aktiv.
Nach dem Zweiten Weltkrieg ging Kofler 1947 nach Halle an der Saale, in die damalige Sowjetische Besatzungszone Deutschlands und spätere DDR. Mit der Arbeit Die Wissenschaft von der Gesellschaft. Umriß einer Methodenlehre der dialektischen Soziologie, die er 1944 in der Schweiz veröffentlicht hatte, konnte er 1947 an der Universität Halle promovieren. Die Habilitation erlangte er mit der Schrift Zur Geschichte der bürgerlichen Gesellschaft. Versuch einer verstehenden Deutung der Neuzeit aus der Perspektive des historischen Materialismus, die schon 1948 erschienen war, 1966 gekürzt in der Bundesrepublik Deutschland und vollständig erst 1992 in zwei Bänden herauskam. In Halle an der Saale war er mit dem Volksbildungsminister Ernst Thape und dem Universitätskurator Friedrich Wilhelm Elchlepp freundschaftlich verbunden. An der Hallenser Universität lehrte Kofler als Professor für Mittlere und Neuere Geschichte.

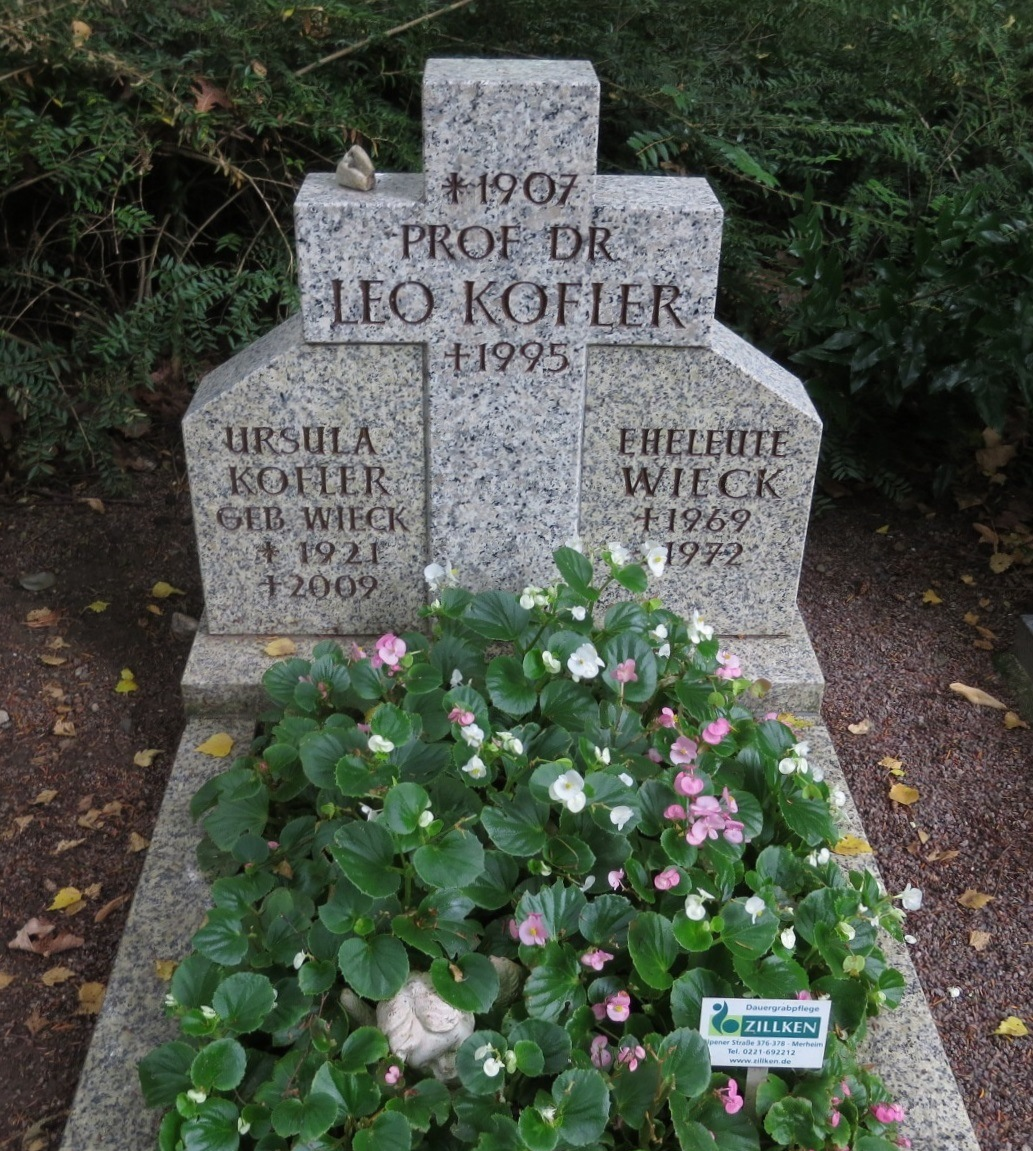
Grab von Leo Kofler auf dem Mülheimer Friedhof

Nach politischen Auseinandersetzungen trat er Anfang 1950 aus der SED aus und vor seiner drohenden Verhaftung flüchtete er Ende des Jahres in die Bundesrepublik Deutschland nach Köln. Ab 1951 war er in der gewerkschaftlichen sowie der Jugend-Bildungsarbeit tätig und lehrte an verschiedenen Volkshochschulen. Ab 1953 war er Dozent an der Sozialakademie Dortmund, 1969 für Philosophie an der Ruhr-Universität Bochum und von 1968 bis 1972 Lehrbeauftragter für Soziologie an der Kunstakademie in Köln (Kölner Werkschulen).
1972 erkämpfte die Studentenbewegung für Kofler die Lehrstuhlvertretung für den Lehrstuhl Soziologie als Nachfolger von Urs Jaeggi an der Ruhr-Universität Bochum, die er bis 1979 innehatte. 1975 wurde ihm auf Grund seiner Verdienste in der Lehre eine Honorarprofessur in Köln verliehen. Dieser Status ermöglichte es ihm, bis zu seinem Schlaganfall im Sommer 1991 dort zu lehren. Am 29. Juli 1995 starb Leo Kofler nach langer Krankheit. Seine Grabstätte befindet sich auf dem Mülheimer Friedhof in Köln (Flur G5u Nr. 103).

### Werk
Kofler legte eine eigene Interpretation des Marxismus auf den Feldern der Soziologie, Geschichte, Ästhetik und Anthropologie vor. Weiterhin untersuchte er die stalinistische Bürokratie der Sowjetunion und veröffentlichte darüber hinaus kritische Arbeiten zur „nivellierten Mittelstandsgesellschaft“ und zur Literaturtheorie.
In seinem ersten Werk, Die Wissenschaft von der Gesellschaft. Umriß einer Methodenlehre der dialektischen Soziologie aus dem Jahr 1944, befasst er sich mit der Bedeutung der Dialektik für die Gesellschaftstheorie. Darin entwickelt Kofler die marxistische Gesellschaftstheorie weiter. Der Marxismus, eine realistische Gesellschaftstheorie und dialektisches Denken sind für Kofler untrennbar miteinander verbunden. Er zeigt die Fortschritte und Erkenntnisschranken in der Gesellschaftstheorie auf und stellt die Entstehung des dialektischen Denkens seit ihren Anfängen bei Heraklit bis zur Entwicklung der materialistischen Dialektik bzw. des historischen Materialismus bei Marx dar. In dieser Abhandlung entwickelt er die für ihn wesentlichen Kategorien des dialektischen Denkens und stellt ihre Wichtigkeit für die Kritik am Materialismus ohne Dialektik und am Idealismus heraus.
Sein zweites 1948 veröffentlichtes Werk, Zur Geschichte der bürgerlichen Gesellschaft. Versuch einer verstehenden Deutung der Neuzeit aus der Perspektive des historischen Materialismus, ist eine erste konkrete Anwendung seiner dialektischen Methode auf die Geschichte. Er legt keine vollständige historische Darstellung der bürgerlichen Gesellschaft vor, sondern beschäftigt sich vornehmlich mit der „Stellung des Religiösen zum Politisch-Sozialen“ bei der Entwicklung der bürgerlichen Gesellschaft. Sein Anspruch ist, „in ‚verstehender‘ Weise, aber unter Abstreichung aller metaphysischen Belastungen, die diesem treffenden Ausdruck traditionell anhaften, Geschichte zu erzählen.“ In dieser verstehenden Geschichtsschreibung beginnt Kofler mit der christlichen Vorscholastik in der Philosophie des Mittelalters und beendet seine Darstellung mit dem Sieg der reaktionären Elemente im bürgerlichen Denken und den Schranken des bürgerlichen Humanismus im 19. Jahrhundert.
Geschichte und Dialektik (1955) ist ein auf Basis des Marxismus aufbauender „Versuch, die Geschichtswissenschaft erkenntnistheoretisch zu unterbauen“. Dieser Versuch mündet im Wesentlichen in eine „verstehende“ Darstellung der Entwicklung des philosophischen Denkens bis zum historischen Materialismus von Marx, vom subjektiven Idealismus Johann Gottlieb Fichtes bis zum kantianischen „Ding an sich“, was u. a. durch Georg Wilhelm Friedrich Hegel zum objektiven Idealismus weitergeführt wird. Vom Materialismus Ludwig Feuerbachs ausgehend, zeigt Kofler, wie die klassische deutsche Philosophie in die Ideen von Marx einfloss, der Arbeit als die alles begründende Wirklichkeit menschlichen Daseins erkannte. 
Staat, Gesellschaft und Elite zwischen Humanismus und Nihilismus (1960) ist Koflers Versuch, seine Klassentheorie mit seiner Bewusstseinstheorie
zu einer eigentümlichen marxistischen Staatstheorie zu verbinden. Für Kofler besteht der Staat aus drei Elementen: Der bürgerlichen Elite, der Bürokratie und der Intelligenz. Diese drei Gruppen tendieren Kofler zufolge im Spätkapitalismus zu einer nihilistischen Haltung gegenüber der Welt. Der Humanismus der Renaissance-Ära und der heroische Optimismus des revolutionären Bürgertums sind demnach von spätbürgerlicher Dekadenz abgelöst worden. Dennoch bestehe Hoffnung, dass vor allem innerhalb der Intelligenz und der gewerkschaftlichen Bürokratie immer wieder einzelne humanistisch gesinnte Individuen gegen Dekadenz und Nihilismus aufbegehren. Kofler führt in diesem Rahmen seine Theorie der „progressiven Elite“ im Detail aus. Demnach kann eine amorphe, lose Gruppe von fortschrittlich wirkenden Menschen die historische Mission der Arbeiterbewegung fördern oder gar übernehmen.
Der proletarische Bürger (1964) ist eine Verteidigung der marxistischen Ideologiekritik, wobei er Fragen der Entfremdung und Verdinglichung besonders viel Raum gibt. Es geht Kofler in dieser Schrift um eine Aktualisierung der marxistischen Methode, die er als angewandte Dialektik in theoretischen Fragen auffasst. Diese Methode beschreibt er in einem Absatz folgendermaßen:

„Für Marx ist das wissenschaftliche Durchschauen des Ganzen wie des Details von völlig gleicher Bedeutung; beides steht im Verhältnis der gegenseitigen Bedingung zueinander. Es wäre völlig mißverständlich zu meinen, daß das Durchschauen des Ganzen, der Totalität, eine Frage des Umfangs sei. Vielmehr geht es hier um die konkrete Bezüglichkeit der wesentlichen Momente und erst in weiterer Folge der gerade interessierenden übrigen Momente zum Prozeß und untereinander im Prozeß, eben um das Begreifen ihrer Vielfalt in ihrer Einheit, und dies zu dem Zwecke, Schein und Wesen des Ganzen wie der einzelnen ‚Tatsachen‘ voneinander zu trennen und so Geschichte in ihrem wahren Gehalt zu enthüllen.“

Auch Der asketische Eros (1967) ist der Ideologiekritik gewidmet, in deren Rahmen Kofler seine originelle anthropologische Theorie, seine humanistische Kritik der Klassengesellschaft und dialektische Bewusstseinstheorie ausführlich erläutert.
Die Gespräche mit Georg Lukács (1967) führte Kofler zusammen mit Hans Heinz Holz und Wolfgang Abendroth. Die diskutierten Themen umfassten Themen wie die marxistische Ästhetik, Fragen von Anthropologie und Ontologie, das Wesen der proletarischen Revolution oder Klassenbewusstsein. Als Schüler Georg Lukács’ konnte Kofler nicht umhin, seine eigenen Ansichten mit denen seines großen Vorbilds abzugleichen. Vor allem gerieten Kofler und Lukács in der Frage der Ontologie aneinander, da Lukács eine marxistische Ontologie skizziert hatte, während Kofler vor allem für eine marxistische Anthropologie stritt. In ästhetischen Fragen dagegen waren sich die beiden Kritiker der Frankfurter Schule und Verehrer von Bertolt Brecht weitgehend einig.
Stalinismus und Bürokratie (1970) ist eine frühe Schrift marxistischer Stalinismuskritik, die sich von derjenigen Trotzkis durch größere Konzentration auf die ideologische Selbsttäuschung der Bürokratie und das „bürokratische Bewusstsein“ unterscheidet. Das Buch besteht aus zwei Texten: Das Wesen und die Rolle der stalinistischen Bürokratie und Marxismus und Sprache. Ziel des ersten Textes ist es, die „Widersprüche in der Erscheinungsweise der stalinistischen Bürokratie auf dem Wege der Aufdeckung ihrer Gründe als notwendige Einheit nachzuweisen und damit die letzte, wesenhafte Bedeutung der widersprüchlichen Elemente selbst zu entschleiern“. Auch in dieser Schrift ist es ein besonderes Anliegen Koflers, das Wesen der sozialen Erscheinungen aufzudecken, um es verständlich zu machen, während er an der üblichen wissenschaftlichen Methode kritisiert, nur kompilativ und oberflächenhaft vorzugehen. Zentraler Widerspruch der stalinistischen Bürokratie ist für Kofler der Widerspruch zwischen ihrem marxistischen Selbstverständnis und ihrer bürokratischen, antidemokratischen und terroristischen Praxis. Während die liberale Kritik am Stalinismus dessen Praxis zumeist aus der marxistischen Theorie ableitet, erklärt Kofler die nicht-marxistische Praxis und Theorie des Stalinismus aus den konkreten gesellschaftlichen Verhältnissen im Anschluss an die Oktoberrevolution:

„Aber gerade in Rußland, wo unter der Voraussetzung der mangelnden demokratischen Tradition und des Fehlens einer entwickelten Industrie sich die bürokratische Selbstherrlichkeit mit der Sucht, ohne Rücksicht auf die menschlichen Bedürfnisse zu akkumulieren, verband, konnte die typisch stalinistische Bürokratie entstehen.“

Andererseits sieht Kofler keinen direkten Zusammenhang zwischen Planwirtschaft an sich und Bürokratisierung, wenn er schreibt, dass „selbst in Rußland die Ausartung des Bürokratismus in eine heillos terroristische Diktatur vermeidbar [war] und zweitens war es durchaus möglich, diese allmählich abzubauen, statt sie zu steigern.“ Vielmehr habe sich eine historische Möglichkeit wegen der Schwäche der demokratischen Kräfte durchgesetzt:

„Ohne die direkte Anteilnahme der demokratischen Kräfte des Volkes an der Regierung und ohne direkte demokratische Kontrolle durch das Volk muß jede Planwirtschaft bürokratisch entarten; bei Vorhandensein dieser Kräfte und einer solchen Kontrolle kann die Planwirtschaft nicht bürokratisch entarten.“

Der Artikel Marxismus und Sprache im Band Marxismus und Sprache (1970) ist eine polemische Antwort auf Stalins Untersuchung Über den Marxismus in der Sprachwissenschaft. In diesem Text versucht Kofler nachzuweisen, dass Stalins Ansichten über die Sprache äußerst formalistisch und im Widerspruch zur marxistischen Auffassung stehen. Formalistisch seien Stalins Ansichten deswegen, weil er nur die rein technische Seite, ihre Grammatik etc. betrachte, aber die inhaltliche Seite, ihre Bedingtheit durch Ideologie und ihre Verwurzelung in konkreten gesellschaftlichen Verhältnissen völlig ignoriere. Deswegen sei Stalins Auffassung unmarxistisch. Vielmehr falle Stalin weit hinter den Marxismus und die Sprachwissenschaft zurück und lande bei mechanischem Materialismus einerseits und plattem Idealismus andererseits.
In Aggression und Gewissen (1973) versucht Kofler die biologistischen und materialistischen Auffassungen, die Wissenschaftler wie Konrad Lorenz, Arnold Gehlen und Irenäus Eibl-Eibesfeldt damals verbreiteten, zu widerlegen. Wie der Titel des Buches nahelegt, ging es Kofler um die Beziehung von Aggression und Gewissen. Wo die biologistischen Theoretiker einen unüberwindbaren Aggressionstrieb annahmen, verwies Kofler auf die sozialgeschichtlichen Ursachen von Aggressionen beim Menschen. Der Mensch neige nicht notwendigerweise zur Aggression, sondern werde allenfalls von seinen gesellschaftlichen Bedingungen aggressiv gemacht. Für Kofler gibt es keinen Trieb, der das Bewusstsein des Menschen beherrscht, sondern das Bewusstsein bändigt grundsätzlich die Triebhaftigkeit. Dieses Wesensmerkmal unterscheide auch die menschliche Gattung von den Tieren, die stets von Instinkten gesteuert seien und deren geistige Prozesse nicht die Qualität des menschlichen Bewusstseins erreichen. Kofler geht in seinen Ausführungen auch auf Fragen wie die Entstehungsbedingungen von Kriminalität, Drogensucht, Gewalttätigkeit und verfallende Moral in der Gesellschaft ein. Unter anderem kritisiert er die These der „Wohlstandskriminalität“, wonach in der Überflussgesellschaft die Hemmungen abnehmen und Menschen jegliche Skrupel verlieren. Kofler polemisiert gegen diese konservative Gesellschaftskritik und argumentiert für eine freiheitliche Gesellschaft jenseits des Kapitalismus, um Aggressionen und den allgemeinen Verfall der Gesellschaft zu beenden. So schreibt Kofler:

„Die unvermeidlichen Enttäuschungen, die das um seine Freiheit betrogene Individuum attackieren, drängen zur Entlastung durch Aggression. So nimmt das Schuldgefühl eine zweifache Gestalt an: Auf dem Boden der extremen subjektiven Verinnerlichung der gesellschaftlich relevanten Probleme entsteht einerseits die Schuld des persönlichen Versagens, andererseits die Schuld des Verstoßes gegen die geltende Verhaltensnorm im Falle aggressiver Entlastungsversuche. Nur die Herrschenden profitieren davon uneingeschränkt, denn sie werden durch die verinnerlichte Identifizierung mit dem Bestehenden nicht als die Schuldigen erkannt. ‚Erst als verinnerlichte Könige sind Könige vor der Guillotine sicher‘, bemerkt zutreffend P. Brückner. Aber nicht für ewig, wie die Geschichte beweist. Denn der Drang des Menschen nach selbstverwirklichender Freiheit ist unzerstörbar.“

Beherrscht uns die Technik? (1983) ist eine Polemik gegen die Frankfurter Schule um Adorno und Horkheimer und deren Schüler Habermas, sowie gegen bürgerliche Soziologen wie Helmut Schelsky. Kofler verteidigt die marxistische Kritik der kapitalistischen Gesellschaft als eine Klassengesellschaft, in der sich die Kapitaleigner der Arbeit lohnabhängiger Arbeiter bemächtigten und die Klasse des Großbürgertums die Herrschaft innehabe.

## Nachwirkung
1996 wurde in Bochum die Leo-Kofler-Gesellschaft gegründet. Sie soll der wissenschaftlichen Aufarbeitung und Pflege von Leben und Werk Leo Koflers dienen. Vorsitzender ist Christoph Jünke, der weitere Schriften über Kofler publiziert hat.
Laut Jünke war Kofler im sozialphilosophischen und gesellschaftstheoretischen Sinne der wichtigste Vertreter des deutschen Nachkriegs-Linkssozialismus. Im Sinne politischer Praxis gebühre dieser Platz dagegen Wolfgang Abendroth.

## Schriften (Auswahl)
- Die Wissenschaft von der Gesellschaft. Umriß einer Methodenlehre der dialektischen Soziologie. Francke, Bern 1944 (EA als Stanislaw Warynski; EA mit Geleitwort v. Konrad Farner); wieder Makol, Frankfurt 1971², zuletzt ebd. 1991 (auch Verlags-, Druck- und Vertriebskollektiv VDVK, Frankfurt 1971 [Raubdruck]).
- Zur Geschichte der bürgerlichen Gesellschaft. Halle 1948; Luchterhand, Neuwied 1966²
- Marxistischer oder stalinistischer Marxismus? Eine Betrachtung über die Verfälschung der marxistischen Lehre durch die stalinistische Bürokratie. Verlag für Publizistik, Köln 1951
- Der Fall Lukacs. Georg Lukacs und der Stalinismus. 1952 (als Jules Dévérité).
- Geschichte und Dialektik. 1955, 1970², 1973³; Wieder: Neue Impulse, Essen 2002.
- Staat, Gesellschaft und Elite zwischen Humanismus und Nihilismus. Schotola, Ulm 1960.
- Das Ende der Philosophie? 1961
- Zur Theorie der modernen Literatur. Luchterhand, Neuwied 1962.
- Der proletarische Bürger. 1964
- Das asketische Eros. 1967.
- Perspektiven des revolutionären Humanismus. Rowohlt, Reinbek 1968.
- Marxistische Staatstheorie. 1970.
- Stalinismus und Bürokratie. Luchterhand, Neuwied 1970.
- Abstrakte Kunst und absurde Literatur. 1970.
- Technologische Rationalität im Spätkapitalismus. Makol Verlag, Frankfurt a. M. 1971.
- Aggression und Gewissen. Grundlegung einer anthropologischen Erkenntnistheorie. Hanser, München 1973.
- Soziologie des Ideologischen. 1975 (erweiterte Neuauflage, mit einem Nachwort von Christoph Jünke, Mangroven Verlag, Kassel 2025, ISBN 978-3-946946-51-9).
- Geistiger Verfall und progressive Elite. 1981.
- Humanistische Anthropologie und dialektischer Materialismus. Ein Arbeitsbuch. Leo Kofler zum 70. Geburtstag. 1982, ISBN 3-87958-710-8.
- Der Alltag zwischen Eros und Entfremdung. Germinal Verlag, Bochum 1982.
- Beherrscht uns die Technik? Technologische Rationalität im Spätkapitalismus. 1983.
- Zur Kritik der „Alternativen“. VSA, Hamburg 1983.
- Eros, Ästhetik, Politik. Thesen zum Menschenbild bei Marx. 1985.
- Die Vergeistigung der Herrschaft. 1986/87, 2 Bände.
- Avantgardismus als Entfremdung. Ästhetik und Ideologiekritik. 1987.
- Der Konservatismus. Zwischen Dekadenz und Reaktion. VSA-Verlag, Hamburg 1987.
- „Die Kritik ist der Kopf der Leidenschaft.“ Aus dem Leben eines marxistischen Grenzgängers. Ein Gespräch anlässlich seines 80. Geburtstages mit Wolf Schönleitner und Werner Seppmann, 1987.
- Christoph Jünke (Hrsg.): Zur Kritik bürgerlicher Freiheit. Ausgewählte politisch-philosophische Texte eines marxistischen Einzelgängers. VSA Verlag, Hamburg 2000.
- Interventionen. Kleine Schriften zur marxistischen Theorie und Praxis. Hrsg. und eingeleitet von Christoph Jünke, Dietz Verlag, Berlin 2024, ISBN 978-3-320-02420-8.